# 잠수복과 나비
《잠수복과 나비》(프랑스어: Le Scaphandre et le Papillon, 영어: The Diving Bell and the Butterfly)는 1997년 발간된 장 도미니크 보비의 회고록이다. 2007년에 영화화가 되었다.